# HEMkerk
De HEMkerk is een kerkgebouw op industrieterrein De Hemmen in Sneek.
De kerk wordt gebruikt door de Evangelische Gemeenschap Sneek (EGS), landelijk aangesloten bij de Verenigde Pinkster- en Evangeliegemeenten (VPE) en wereldwijd onderdeel van de Assemblees of God. De gemeenschap maakte tot 2010 gebruik van de aula van het Bogerman College. De leden van de gemeente brachten een half miljoen bij elkaar voor de verhuizing naar het voormalige bedrijfspand van Pijlman Kantoormeubelen.
Het kerkgebouw kent een kerkzaal van vijfhonderd zitplaatsen en heeft een totale capaciteit van achthonderd personen. In het gebouw bevinden zich ook acht multifunctionele ruimtes. De laatste jaren heeft de kerk zich ontwikkeld tot een multiculturele gemeenschap met meer dan 20 etnische groepen. De meeste kerkdiensten worden vertaald in het Engels, Farsi, Arabisch.